# GIPR-Klasse EA/1
Die Elektrolokomotiven der Klasse EA/1 der Great Indian Peninsula Railway (GIPR), später WCP-1 der Indian Railways (IR), waren für den Schnellzugdienst auf den mit 1500 V Gleichspannung elektrifizierten Bahnstrecken von Bombay–Pune und Bombay–Igatpuri vorgesehen, die Neigungen bis 30 ‰ aufwiesen. Die Lokomotiven waren die ersten in Serie gebauten elektrischen Schnellzuglokomotiven Asiens und bei Ablieferung eine der schnellsten Elektrolokomotiven der Welt.

## Geschichte
1922 wurde mit der Elektrifizierung der GIPR begonnen. Für die Beförderung der Schnellzüge auf der Gebirgsbahn zur Überwindung der Westghats waren leistungsfähige Lokomotiven notwendig. Sie mussten zudem in der Lage sein, eine Geschwindigkeit von 85 Meilen in der Stunde (137 km/h) erreichen zu können – eine für die damalige Zeit sehr hohe Geschwindigkeit, die nicht einmal von den E 501 und 502 der Paris–Orleans-Bahn gefordert worden war. Es wurden deshalb drei Probe-Lokomotiven bei verschiedenen Herstellern bestellt, um einen geeigneten Entwurf für die Serie auswählen zu können. Die Ausschreibung und die Bewertung wurde vom englischen Elektroingenieurbüro Merz & McLellan in London überwacht.
GIPR bestellte 1923 die folgenden Probelokomotiven:
| Nummern | Bezeichnung GIPR | Bezeichnung IR | Hersteller                     | Achsformel | Antrieb              | Bild                               |
| ------- | ---------------- | -------------- | ------------------------------ | ---------- | -------------------- | ---------------------------------- |
| 4000    | EA/1             | WCP-1          | SLM Metrovick                  | 2’Bo(A1)   | SLM-Universalantrieb |                                    |
| 4001    | EB/1             | WCP-3          | Hawthorn, Leslie & Company GEC | 2’Co2’     | Hohlwellen-Antrieb   | (ohne Bild, ähnlich zu NER Nr. 13) |
| 4002    | EC/1             | WCP-4          | Hawthorn, Leslie & Company BBC | 2’Co2’     | Buchli-Antrieb       |                                    |

Die EA/1 ging als beste Lok aus der Bewertung hervor, so dass 21 weitere Fahrzeuge bestellt wurden. Die Lokomotiven wurden vor Reise- und Schnellzügen eingesetzt, wozu auch die Leistungen vor dem Deccan Queen gehörten. Dieser Schnellzug, der von Bombay nach Pune verkehrte, war der erste rein elektrisch geführte Schnellzug in Asien. Er verkehrte erstmals am 1. Juni 1930 und wurde von der EA/1 4006 gezogen, welche später in Ehren des Gouverneurs von Bombay auf den Namen Sir Roger Lumley getauft wurde und heute im National Rail Museum of India in Neu-Delhi ausgestellt ist.
1938 wurde eine einzelne Nachbaulokomotive mit der Nummer 4025 bestellt, die zwar die gleichen Daten wie die anderen Lokomotiven hatte, aber trotzdem in die neue Baureihe der EA/2 eingeteilt wurde.
Die Lokomotiven der Baureihe WCP-1 blieben bis in die 1980er Jahre im Einsatz.

## Technik
Die Lokomotive hat drei einzeln angetriebene Triebachsen, ein zweiachsiges Laufdrehgestell an einem Ende und eine einzelne Laufachse am anderen Ende der Lok. Das Laufdrehgestell der Bauart Winterthur verfügte über einen seitlich verschiebbaren Drehzapfen, der mit Federn zentriert wurde. Die einzelne Laufachse war mit der benachbarten Triebachse zu einem Java-Drehgestell zusammengefasst, weshalb die Lokomotive die Achsfolge 2’Bo(A1) hatte und nicht, wie häufig geschrieben, 2’Co1’.
Je zwei Fahrmotoren trieben über einen SLM-Universalantrieb eine Triebachse an. Die Motoren waren hoch im Maschinenraum angeordnet, was der Lok einerseits eine als günstig erachtete hohe Schwerpunktlage gab, anderseits bei den häufigen Überschwemmungen in Bombay diese bei Fahrten durch Wasser vor Schäden schützte. Die Motoren konnten seitlich durch Wartungsöffnungen im unteren Bereich der Maschinenraumseitenwand ausgebaut werden.
Der Kasten der Lokomotive reichte über die ganze Rahmenlänge. Der Maschinenraum zwischen den beiden Führerständen war in drei Räume aufgeteilt. Im ersten Raum befand sich die Bremsausrüstung mit Vakuumpumpe und der Kompressor mit Luftbehälter, im zweiten Raum befanden sich die Schaltapparate für die elektro-pneumatische Steuerung und im dritten Raum befanden sich die Anfahrwiderstände. Die Anfahrt erfolgte mit allen 6 Fahrmotoren in Serieschaltung, danach wurden zwei Gruppen zu je drei Motoren in Serie und am Schluss drei Gruppen mit je zwei Motoren in Serie gebildet. In jeder Gruppierung standen zwei Feldschwächstufen zur Verfügung, so dass die Lok insgesamt 9 Dauerfahrstufen hatte.